# Anestesia general
La anestesia general es un coma inducido médicamente con pérdida de reflejos protectores, como resultado de la administración de uno o más agentes anestésicos generales. Se lleva a cabo para permitir procedimientos médicos que de otro modo serían intolerablemente dolorosos para el paciente; o donde la naturaleza del procedimiento en sí mismo impide que el paciente esté despierto. 
Se puede administrar una variedad de medicamentos, con el objetivo general de garantizar la pérdida del conocimiento, la amnesia, la analgesia, la pérdida de reflejos del sistema nervioso autónomo y, en algunos casos, la parálisis de los músculos esqueléticos. La combinación óptima de medicamentos para cualquier paciente y procedimiento es típicamente seleccionada por un anestesista u otro proveedor, como un profesional del departamento de operaciones, un asistente médico o un enfermero anestesista (según la práctica local), en consulta con el paciente y el cirujano, dentista u otro profesional que realiza el procedimiento quirúrgico.

## Historia
Los intentos de producir un estado de anestesia general se pueden rastrear a lo largo de la historia registrada en los escritos de los antiguos sumerios, babilonios, asirios, egipcios, griegos, romanos, indios y chinos. Durante la Edad Media, los científicos y otros académicos lograron avances significativos en el mundo oriental, mientras que sus homólogos europeos también hicieron avances importantes. 
El Renacimiento vio avances significativos en anatomía y técnica quirúrgica. Sin embargo, a pesar de todo este progreso, la cirugía siguió siendo un tratamiento de último recurso. En gran parte debido al dolor asociado, muchos pacientes eligieron una muerte segura en lugar de someterse a una cirugía. Aunque ha habido un gran debate sobre quién merece más crédito por el descubrimiento de la anestesia general, varios descubrimientos científicos a fines del siglo XVIII y principios del XIX fueron críticos para la eventual introducción y desarrollo de técnicas anestésicas modernas. 
Dos saltos enormes ocurrieron a fines del siglo XIX, que juntos permitieron la transición a la cirugía moderna. Una apreciación de la teoría microbiana de la enfermedad condujo rápidamente al desarrollo y la aplicación de técnicas antisépticas en cirugía. La antisepsia, que pronto dio paso a la asepsia, redujo la morbilidad y mortalidad general de la cirugía a una tasa mucho más aceptable que en épocas anteriores. Simultáneamente con estos desarrollos fueron los avances significativos en farmacología y fisiología que llevaron al desarrollo de la anestesia general y el control del dolor. El 14 de noviembre de 1804, Hanaoka Seishū, un médico japonés, se convirtió en la primera persona en realizar con éxito la cirugía con anestesia general. 
En el siglo XX, la seguridad y la eficacia de la anestesia general se mejoraron mediante el uso rutinario de la intubación traqueal y otras técnicas avanzadas de manejo de las vías respiratorias. Los avances significativos en el monitoreo y los nuevos agentes anestésicos con características farmacocinéticas y farmacodinámicas mejoradas también contribuyeron a esta tendencia. Finalmente, durante este período surgieron programas de capacitación estandarizados para anestesiólogos y enfermeros anestesistas.

## Propósito
La anestesia general tiene muchos propósitos, que incluyen: 
1. Analgesia (pérdida de respuesta al dolor)
2. Amnesia (pérdida de memoria)
3. Inmovilidad (pérdida de reflejos motores)
4. Hipnosis (inconsciencia)
5. Parálisis (relajación del músculo esquelético y relajación muscular normal)

La anestesia general no debe usarse como profilaxis en pacientes con antecedentes de anafilaxia inducida por medio de contraste

## Mecanismo de acción bioquímico
El mecanismo de acción de los anestésicos generales no se conoce bien. Las teorías deben explicar la función de la anestesia en animales y plantas. Para inducir la inconsciencia, los anestésicos tienen innumerables sitios de acción y afectan el sistema nervioso central (SNC) en múltiples niveles. Las áreas comunes del sistema nervioso central cuyas funciones se interrumpen o cambian durante la anestesia general incluyen la corteza cerebral, el tálamo, el sistema de activación reticular y la médula espinal. Las teorías actuales sobre el estado anestesiado identifican no solo sitios objetivo en el SNC sino también redes neuronales y bucles cuya interrupción está relacionada con la inconsciencia. Los objetivos farmacológicos potenciales de los anestésicos generales son GABA, receptores de glutamato, canales iónicos activados por voltaje y receptores de glicina y serotonina. 
Se ha encontrado que el halotano es un agonista de GABA, y la ketamina es un antagonista del receptor de NMDA.

## Evaluación preanaestésica
Antes de un procedimiento planificado, el anestesiólogo revisa los registros médicos y/o entrevista al paciente para determinar la mejor combinación de medicamentos y dosis y el grado en que se requerirá un monitoreo para garantizar un procedimiento seguro y efectivo. Los factores clave en esta evaluación son la edad del paciente, el índice de masa corporal, el historial médico y quirúrgico, los medicamentos actuales y el tiempo de ayuno. Una respuesta completa y precisa de las preguntas es importante para que el anestesista pueda seleccionar los medicamentos y procedimientos adecuados. Por ejemplo, un paciente que consume cantidades significativas de alcohol o drogas ilícitas podría recibir una medicación insuficiente si no revela este hecho, y esto podría generar conciencia sobre la anestesia o hipertensión intraoperatoria. Los medicamentos de uso común pueden interactuar con los anestésicos, y la falta de divulgación de dicho uso puede aumentar el riesgo para el paciente. 
Un aspecto importante de la evaluación preanestésica es una evaluación de las vías respiratorias del paciente, que implica la inspección de la apertura de la boca y la visualización de los tejidos blandos de la faringe. Se verifica el estado de los dientes y la ubicación de las coronas dentales, y se observa la flexibilidad del cuello y la extensión de la cabeza.

## Premedicación
Antes de la administración de un anestésico general, el anestesista puede administrar uno o más medicamentos que complementen o mejoren la calidad o la seguridad del anestésico. 
Una premedicación comúnmente utilizada es la clonidina, un agonista adrenérgico alfa-2. La premedicación con clonidina reduce la necesidad de agentes de inducción anestésica, de agentes volátiles para mantener la anestesia general y de analgésicos postoperatorios. También reduce los temblores postoperatorios, las náuseas y los vómitos postoperatorios y el delirio de emergencia. En los niños, la premedicación con clonidina es al menos tan efectiva como las benzodiacepinas y tiene efectos secundarios menos graves. Sin embargo, la clonidina oral puede demorar hasta 45 minutos en surtir efecto, y los inconvenientes incluyen hipotensión y bradicardia. El midazolam, una benzodiacepina caracterizada por un inicio rápido y una corta duración, es eficaz para reducir la ansiedad preoperatoria, incluida la ansiedad por separación en los niños. La dexmedetomidina y ciertos agentes antipsicóticos atípicos pueden usarse en niños que no cooperan.
Se ha descubierto que la melatonina es efectiva como premedicación anestésica tanto en adultos como en niños debido a sus propiedades hipnóticas, ansiolíticas, sedantes, antinociceptivas y anticonvulsivas. A diferencia del midazolam, la melatonina no afecta las habilidades psicomotoras ni dificulta la recuperación. La recuperación es más rápida después de la premedicación con melatonina que con midazolam, y también hay una incidencia reducida de agitación posoperatoria y delirio. La premedicación con melatonina también reduce la dosis de inducción requerida de propofol y tiopental sódico. 
Otro ejemplo de premedicación anestésica es la administración preoperatoria de antagonistas beta adrenérgicos para reducir la incidencia de hipertensión postoperatoria, disritmia cardíaca o infarto de miocardio.  Los anestesiólogos pueden administrar un agente antiemético como ondansetrón, droperidol o dexametasona para prevenir las náuseas y vómitos postoperatorios, o heparina subcutánea o enoxaparina para reducir la incidencia de trombosis venosa profunda. Otros agentes de premedicación comúnmente utilizados incluyen opioides como el fentanilo o sufentanilo, agentes gastrocinéticos como la metoclopramida y antagonistas de la histamina como la famotidina. 
Las intervenciones prenaestésicas no farmacológicas incluyen reproducir música relajante, masajes y reducir la luz ambiental y los niveles de ruido para mantener el ciclo sueño-vigilia. Estas técnicas son particularmente útiles para niños y pacientes con discapacidad intelectual. Minimizar la estimulación sensorial o la distracción de los videojuegos puede ayudar a reducir la ansiedad antes o durante la inducción de la anestesia general. Se necesitan estudios más grandes de alta calidad para confirmar los enfoques no farmacológicos más efectivos para reducir este tipo de ansiedad. No se ha demostrado que la presencia de los padres durante la premedicación y la inducción de la anestesia reduzca la ansiedad en los niños. Se sugiere que los padres que deseen asistir no deben ser desalentados activamente, y los padres que prefieren no estar presentes no deben ser alentados activamente a asistir. 

## Etapas de anestesia
La clasificación de Guedel, presentada por Arthur Ernest Guedel en 1937, describe cuatro etapas de la anestesia. A pesar de los nuevos agentes anestésicos y las técnicas de administración, que han llevado a un inicio más rápido de la anestesia y a su recuperación (en algunos casos, eludiendo por completo algunas de las etapas), los principios permanecen. 
Nivel 1
La etapa 1, también conocida como inducción, es el período entre la administración de agentes de inducción y la pérdida del conocimiento. Durante esta etapa, el paciente progresa de analgesia sin amnesia a analgesia con amnesia. Los pacientes pueden mantener una conversación en este momento.
Etapa 2
La etapa 2, también conocida como la etapa de excitación, es el período posterior a la pérdida de conciencia y marcado por la actividad excitada y delirante. Durante esta etapa, la respiración y la frecuencia cardíaca del paciente pueden volverse irregulares. Además, puede haber movimientos incontrolados, vómitos, suspensión de la respiración y dilatación pupilar. Debido a que la combinación de movimientos espásticos, vómitos y respiración irregular puede comprometer las vías respiratorias del paciente, se usan medicamentos de acción rápida para minimizar el tiempo en esta etapa y alcanzar la Etapa 3 lo más rápido posible.
Etapa 3
En la Etapa 3, también conocida como anestesia quirúrgica, los músculos esqueléticos se relajan, se detienen los vómitos, se produce depresión respiratoria y los movimientos oculares se ralentizan y luego se detienen. El paciente está inconsciente y listo para la cirugía. Esta etapa se divide en cuatro planos: 
1. Los ojos giran, luego se vuelven fijos;
2. Los reflejos corneales y laríngeos se pierden;
3. Las pupilas se dilatan y se pierde el reflejo de luz;
4. Se produce parálisis intercostal y respiración abdominal superficial.

Etapa 4
La etapa 4, también conocida como sobredosis, ocurre cuando se administra demasiada medicación anestésica en relación con la cantidad de estimulación quirúrgica y el paciente tiene un tronco encefálico grave o depresión medular, lo que resulta en un cese de la respiración y un posible colapso cardiovascular. Esta etapa es letal sin soporte cardiovascular y respiratorio.

## Inducción
La anestesia general generalmente se induce en una instalación médica, más comúnmente en un quirófano o en una sala de anestesia dedicada adyacente al teatro. Sin embargo, también se puede llevar a cabo en otros lugares, como una sala de endoscopia, un departamento de radiología o cardiología, un departamento de emergencias o una ambulancia, o en el lugar de un desastre donde la extracción del paciente puede ser imposible o poco práctica. 
Los agentes anestésicos pueden administrarse por varias vías, que incluyen inhalación, inyección (intravenosa, intramuscular o subcutánea), oral y rectal. Una vez que ingresan al sistema circulatorio, los agentes son transportados a sus sitios de acción bioquímicos en los sistemas nervioso central y autónomo. 
La mayoría de los anestésicos generales se inducen por vía intravenosa o por inhalación. La inyección intravenosa funciona más rápido que la inhalación, y tarda entre 10 y 20 segundos en inducir la inconsciencia total. Esto minimiza la fase excitadora (Etapa 2) y, por lo tanto, reduce las complicaciones relacionadas con la inducción de la anestesia. Los agentes de inducción intravenosa de uso común incluyen propofol, tiopental de sodio, etomidato, metohexital y ketamina. La anestesia por inhalación se puede elegir cuando el acceso intravenoso es difícil de obtener (por ejemplo, niños), cuando se anticipa dificultad para mantener la vía aérea o cuando el paciente lo prefiere. El sevoflurano es el agente más utilizado para la inducción inhalatoria, ya que es menos irritante para el árbol traqueobronquial que otros agentes. Como secuencia de ejemplo de fármacos de inducción: 
1. Preoxigenación para llenar los pulmones con oxígeno para permitir un período más largo de apnea durante la intubación sin afectar los niveles de oxígeno en la sangre.
2. Lidocaína para sedación y analgesia sistémica para intubación.
3. Fentanilo para analgesia sistémica para intubación.
4. Propofol para sedación para intubación.
5. Cambio de oxígeno a una mezcla de oxígeno y anestésico inhalatorio.

La laringoscopia y la intubación son muy estimulantes y la inducción embota la respuesta a estas maniobras al tiempo que induce un estado cercano al coma para evitar la conciencia. 

### Monitorización fisiológica
Varias tecnologías de monitoreo permiten una inducción controlada, mantenimiento y emergencia de la anestesia general. 
1. Electrocardiografía continua (ECG o EKG): se colocan electrodos en la piel del paciente para controlar la frecuencia y el ritmo cardíacos. Esto también puede ayudar al anestesiólogo a identificar los primeros signos de isquemia cardíaca. Por lo general, el plomo II y V5 se controlan para detectar arritmias e isquemia, respectivamente.
2. Oximetría de pulso contínua (SpO2): se coloca Un dispositivo, por lo general en un dedo, para permitir la detección temprana de una caída de la de un paciente de hemoglobina de saturación con oxígeno (hipoxemia).
3. Control de la presión sanguínea: existen dos métodos para medir la presión sanguínea del paciente. El primero, y el más común, es el monitoreo no invasivo de la presión arterial (NIBP). Esto implica colocar un manguito de presión arterial alrededor del brazo, el antebrazo o la pierna del paciente. Una máquina toma lecturas de la presión arterial a intervalos regulares y predeterminados durante la cirugía. El segundo método es la monitorización invasiva de la presión arterial (IBP). Este método está reservado para pacientes con enfermedades cardíacas o pulmonares significativas, los pacientes críticos y aquellos que se someten a procedimientos mayores, como cirugía cardíaca o de trasplante, o cuando se espera una gran pérdida de sangre. Implica colocar un tipo especial de cánula de plástico en una arteria, generalmente en la muñeca (arteria radial) o en la ingle (arteria femoral).
4. Medición de la concentración del agente: las máquinas de anestesia generalmente tienen monitores para medir el porcentaje de agentes anestésicos inhalados utilizados, así como las concentraciones de exhalación. Estos monitores incluyen medición de oxígeno, dióxido de carbono y anestésicos por inhalación (por ejemplo, óxido nitroso, isoflurano).
5. Medición de oxígeno: casi todos los circuitos tienen una alarma en caso de que el suministro de oxígeno al paciente se vea comprometido. La alarma se activa si la fracción de oxígeno inspirado cae por debajo de un umbral establecido.
6. Una alarma de desconexión de circuito o alarma de baja presión indica que el circuito no ha logrado una presión determinada durante la ventilación mecánica .
7. Capnografía mide la cantidad de dióxido de carbono exhalado por el paciente en porcentaje o mmHg, lo que permite al anestesiólogo evaluar la adecuación de la ventilación. MmHg generalmente se usa para permitir que el proveedor vea cambios más sutiles.
8. Medición de temperatura para discernir hipotermia o fiebre, y para permitir la detección temprana de hipertermia maligna .
9. Se puede usar electroencefalografía, monitoreo de entropía u otros sistemas para verificar la profundidad de la anestesia. Esto reduce la probabilidad de conciencia de anestesia y de sobredosis.

### Manejo de la vía aérea
Los pacientes anestesiados pierden reflejos protectores de las vías respiratorias (como tos), permeabilidad de las vías respiratorias y, a veces, un patrón de respiración regular debido a los efectos de anestésicos, opioides o relajantes musculares. Para mantener una vía aérea abierta y regular la respiración, se inserta alguna forma de tubo de respiración después de que el paciente está inconsciente. Para permitir la ventilación mecánica, a menudo se usa un tubo endotraqueal, aunque existen dispositivos alternativos que pueden ayudar a la respiración, como máscaras faciales o vías respiratorias con máscara laríngea. Generalmente, la ventilación mecánica completa solo se usa si se induce un estado muy profundo de anestesia general para un procedimiento mayor, y/o con un paciente gravemente enfermo o lesionado. Dicho esto, la inducción de anestesia general generalmente resulta en apnea y requiere ventilación hasta que las drogas desaparezcan y comience la respiración espontánea. En otras palabras, se puede requerir ventilación tanto para la inducción como para el mantenimiento de la anestesia general o solo durante la inducción. Sin embargo, la ventilación mecánica puede proporcionar soporte ventilatorio durante la respiración espontánea para garantizar un intercambio de gases adecuado. 
La anestesia general también puede inducirse con la respiración espontánea del paciente y, por lo tanto, mantener su propia oxigenación, lo que puede ser beneficioso en ciertos escenarios. La ventilación espontánea se ha mantenido tradicionalmente con agentes inhalantes (es decir, halotano o sevoflurano), que se denomina gas o inducción inhalatoria. La ventilación espontánea también se puede mantener utilizando anestesia intravenosa (por ejemplo, propofol). La anestesia intravenosa para mantener la respiración espontánea tiene ciertas ventajas sobre los agentes de inhalación (es decir, reflejos laríngeos suprimidos), sin embargo, requiere una valoración cuidadosa. La respiración espontánea con anestesia intravenosa y oxígeno nasal de alto flujo (STRIVE Hi) es una técnica que se ha utilizado en vías aéreas difíciles y obstruidas.

### Manejo de los ojos
La anestesia general reduce la contracción tónica del músculo orbicular del ojo, causando lagoftalmos, o cierre ocular incompleto, en el 59% de los pacientes. Además, la producción de lágrimas y la estabilidad de la película lagrimal se reducen, lo que resulta en un secado epitelial corneal y una protección lisosómica reducida. La protección que ofrece el fenómeno de Bell (en el que el globo ocular se eleva hacia arriba durante el sueño, protegiendo la córnea) también se pierde. Se requiere un manejo cuidadoso para reducir la probabilidad de lesiones oculares durante la anestesia general.

### Bloqueo neuromuscular

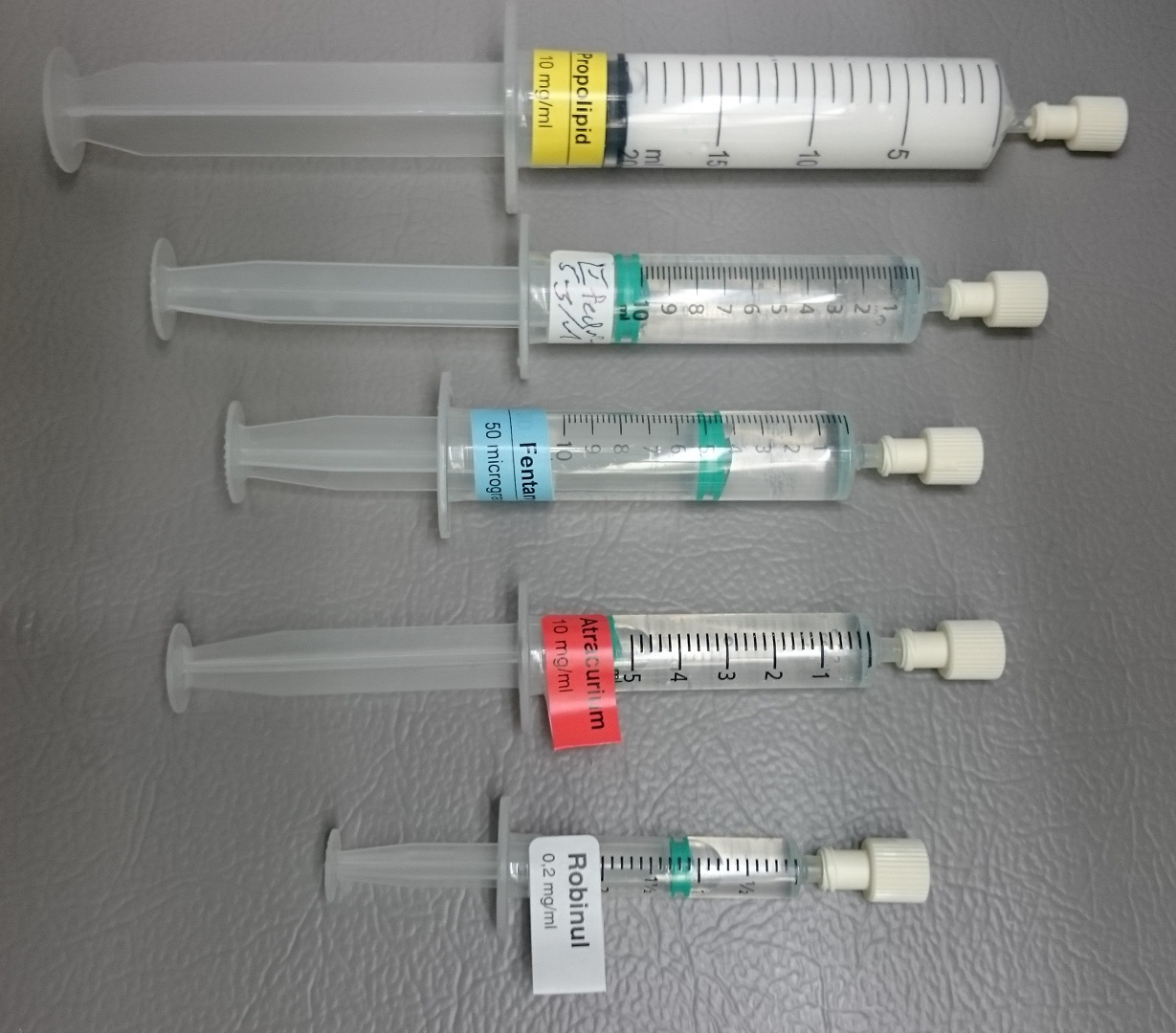
Jeringas preparadas con medicamentos que se espera utilizar durante una operación bajo anestesia general mantenida por gas sevoflurano:
- Propofol, un hipnótico
- Efedrina, en caso de hipotensión
- Fentanilo, para analgesia
- Atracurio, para bloqueo neuromuscular
- Bromuro de glicopirronio (aquí bajo el nombre comercial Robinul), que reduce las secreciones

La parálisis, o relajación muscular temporal con un bloqueador neuromuscular, es una parte integral de la anestesia moderna. El primer medicamento utilizado para este propósito fue el curare, introducido en la década de 1940, que ahora ha sido reemplazado por medicamentos con menos efectos secundarios y, en general, una duración de acción más corta. La relajación muscular permite la cirugía dentro de las principales cavidades corporales, como el abdomen y el tórax, sin la necesidad de anestesia muy profunda, y también facilita la intubación endotraqueal. 
La acetilcolina, el neurotransmisor natural en la unión neuromuscular, hace que los músculos se contraigan cuando se libera de las terminaciones nerviosas. Los relajantes musculares funcionan al evitar que la acetilcolina se adhiera a su receptor. La parálisis de los músculos de la respiración (el diafragma y los músculos intercostales del tórax) requiere que se implemente algún tipo de respiración artificial. Debido a que los músculos de la laringe también están paralizados, la vía aérea generalmente necesita protección mediante un tubo endotraqueal. 
La parálisis se controla más fácilmente por medio de un estimulador nervioso periférico. Este dispositivo envía intermitentemente pulsos eléctricos cortos a través de la piel sobre un nervio periférico mientras se observa la contracción de un músculo suministrado por ese nervio. Los efectos de los relajantes musculares se invierten comúnmente al final de la cirugía con medicamentos anticolinesterasa, que se administran en combinación con medicamentos anticolinérgicos muscarínicos para minimizar los efectos secundarios. También se pueden usar nuevos agentes de reversión del bloqueo neuromuscular como sugammadex. Ejemplos de relajantes del músculo esquelético en uso hoy en día son pancuronio, rocuronio, vecuronio, cisatracurio, atracurio, mivacurio y succinilcolina. 

## Mantenimiento
La duración de la acción de los agentes de inducción intravenosa es generalmente de 5 a 10 minutos, después de lo cual ocurrirá la recuperación espontánea de la conciencia. Para prolongar la pérdida del conocimiento durante la duración requerida (generalmente la duración de la cirugía), se debe mantener la anestesia. Esto se logra permitiendo que el paciente respire una mezcla cuidadosamente controlada de oxígeno, a veces óxido nitroso y un agente anestésico volátil, o mediante la administración de medicamentos (generalmente propofol ) a través de un catéter intravenoso. Los agentes inhalados con frecuencia se complementan con anestésicos intravenosos, como opioides (generalmente fentanilo o un derivado de fentanilo) y sedantes (generalmente propofol o midazolam). Sin embargo, con anestésicos a base de propofol, no se requiere la suplementación con agentes de inhalación. 
Al final de la cirugía, se suspende la administración de agentes anestésicos. La recuperación de la conciencia ocurre cuando la concentración de anestésico en el cerebro cae por debajo de un cierto nivel (generalmente dentro de 1 a 30 minutos, dependiendo de la duración de la cirugía). 
En la década de 1990, se desarrolló un nuevo método para mantener la anestesia en Glasgow, Escocia. Llamada infusión controlada por el objetivo (TCI), implica el uso de un controlador de jeringa (bomba) controlado por computadora para infundir propofol durante toda la cirugía, eliminando la necesidad de un anestésico volátil y permitiendo que los principios farmacológicos guíen con mayor precisión la cantidad del medicamento utilizado estableciendo la concentración de fármaco deseada. Las ventajas incluyen una recuperación más rápida de la anestesia, una menor incidencia de náuseas y vómitos postoperatorios y la ausencia de un desencadenante de la hipertermia maligna. En la actualidad, el TCI no está permitido en los Estados Unidos, pero en su lugar se usa comúnmente una bomba de jeringa que administra una dosis específica de medicamento.    
Otros medicamentos se usan ocasionalmente para tratar los efectos secundarios o prevenir complicaciones. Incluyen antihipertensivos para tratar la presión arterial alta; efedrina o fenilefrina para tratar la presión arterial baja; salbutamol para tratar asma, laringoespasmo o broncoespasmo; y epinefrina o difenhidramina para tratar reacciones alérgicas. A veces se administran glucocorticoides o antibióticos para prevenir la inflamación y la infección, respectivamente. 

## Emergencia
La emergencia es el retorno a la función fisiológica basal de todos los sistemas de órganos después del cese de los anestésicos generales. Esta etapa puede ir acompañada de fenómenos neurológicos temporales, como la aparición agitada (confusión mental aguda), afasia (producción o comprensión del habla deterioradas) o deterioro focal en la función sensorial o motora. El temblor también es bastante común y puede ser clínicamente significativo porque causa un aumento en el consumo de oxígeno, la producción de dióxido de carbono, el gasto cardíaco, la frecuencia cardíaca y la presión arterial sistémica. El mecanismo propuesto se basa en la observación de que la médula espinal se recupera a un ritmo más rápido que el cerebro. Esto da como resultado reflejos espinales no inhibidos que se manifiestan como actividad clónica (temblores). Esta teoría está respaldada por el hecho de que el doxapram, un estimulante del SNC, es algo efectivo para abolir los temblores postoperatorios. Los eventos cardiovasculares, como el aumento o la disminución de la presión arterial, la frecuencia cardíaca rápida u otras arritmias cardíacas, también son comunes durante la emergencia de la anestesia general, al igual que los síntomas respiratorios como la disnea.

## Cuidados postoperatorios

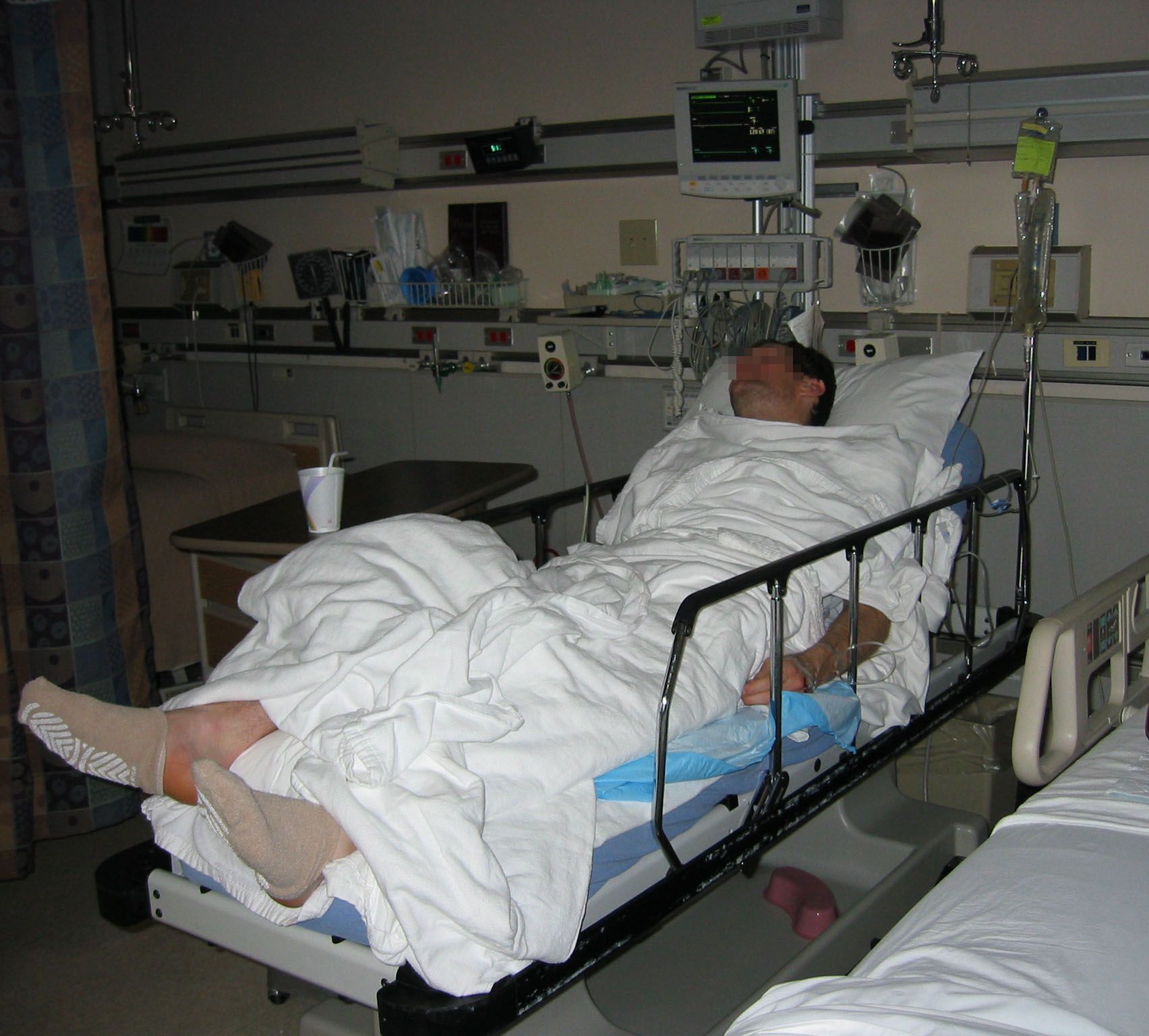
Paciente anestesiado en recuperación postoperatoria.

Los hospitales se esfuerzan por despertar sin dolor de la anestesia. Aunque no es un resultado directo de la anestesia general, el dolor postoperatorio se maneja en la unidad de recuperación post-anestesia con analgesia regional o medicación oral, transdérmica o parenteral. Los pacientes pueden recibir opioides, así como otros medicamentos como medicamentos antiinflamatorios no esteroideos y acetaminofén. A veces, el paciente administra los medicamentos opioides utilizando un sistema llamado analgésico controlado por el paciente. El paciente presiona un botón para activar un dispositivo de jeringa y recibe una dosis preestablecida o "bolo" del medicamento, generalmente un opioide fuerte como morfina, fentanilo u oxicodona (por ejemplo, un miligramo de morfina). El dispositivo PCA se "bloquea" durante un período predeterminado para permitir que el medicamento surta efecto. Si el paciente se vuelve demasiado somnoliento o sedado, no hace más pedidos. Esto confiere un aspecto a prueba de fallas que falta en las técnicas de infusión continua. Si estos medicamentos no pueden controlar eficazmente el dolor, se puede inyectar anestésico local directamente al nervio en un procedimiento llamado bloqueo nervioso.
En la unidad de recuperación, se controlan muchos signos vitales, incluida la saturación de oxígeno, ritmo cardíaco y respiración, presión arterial, y la temperatura corporal central. 
El temblor posanestésico es común. Además de causar molestias y exacerbar el dolor, se ha demostrado que los temblores aumentan el consumo de oxígeno, la liberación de catecolaminas, el gasto cardíaco, la frecuencia cardíaca, la presión arterial y la presión intraocular. Se utilizan varias técnicas para reducir los temblores, como las mantas calientes, o envolver al paciente en una sábana que hace circular aire caliente, llamado bair hugger. Si el temblor no se puede controlar con dispositivos de calentamiento externos, se pueden usar medicamentos como la dexmedetomidina u otros agonistas α2, anticolinérgicos, estimulantes del sistema nervioso central o corticosteroides.
En muchos casos, los opioides utilizados en anestesia general pueden causar íleo postoperatorio, incluso después de una cirugía no abdominal. La administración de un antagonista opioide μ como alvimopan inmediatamente después de la cirugía puede ayudar a reducir la gravedad y la duración del íleo.
La principal complicación de la anestesia general es la hipertermia maligna. Los hospitales cuentan con procedimientos y medicamentos de emergencia para manejar esta complicación peligrosa.

## Mortalidad perioperatoria
La mayor parte de la mortalidad perioperatoria es atribuible a complicaciones de la operación, como hemorragia, sepsis y falla de órganos vitales. Las estimaciones actuales de mortalidad perioperatoria en procedimientos que involucran anestesia general varían de uno en 53 a uno en 5,417. Sin embargo, una revisión retrospectiva canadiense en 1997 de 2.830.000 procedimientos quirúrgicos orales en Ontario entre 1973 y 1995 informó solo cuatro muertes en los casos en que un cirujano oral y maxilofacial o un dentista con capacitación especializada en anestesia administraron la anestesia general o sedación profunda. Los autores calcularon una tasa de mortalidad general de 1.4 por 1,000,000.
La mortalidad directamente relacionada con el tratamiento anestésico es muy poco frecuente, pero puede ser causada por aspiración pulmonar del contenido gástrico, asfixia, o anafilaxia. Estos a su vez pueden ser el resultado del mal funcionamiento del equipo relacionado con la anestesia o, más comúnmente, de un error humano. Un estudio de 1978 encontró que el 82% de los percances de anestesia prevenibles fueron el resultado de un error humano. En una revisión de 1954 de 599,548 procedimientos quirúrgicos en 10 hospitales de los Estados Unidos entre 1948 y 1952, se atribuyeron 384 muertes a la anestesia, con una tasa de mortalidad general de 0.064%. En 1984, después de un programa de televisión que destacaba contratiempos de anestesia emitidos en los Estados Unidos, el anestesiólogo estadounidense Ellison C. Pierce nombró al Comité de Anestesia para la Seguridad del Paciente y el Manejo de Riesgos dentro de la Sociedad Estadounidense de Anestesiólogos. Este comité tuvo la tarea de determinar y reducir las causas de la morbilidad y mortalidad relacionadas con la anestesia. Una consecuencia de este comité, la Anesthesia Patient Safety Foundation, se creó en 1985 como una corporación independiente y sin fines de lucro con el objetivo de "que la anestesia no perjudique a ningún paciente".
Al igual que con las tasas de mortalidad perioperatoria en general, la mortalidad atribuible al manejo de la anestesia general es controvertida. Las estimaciones de la incidencia de mortalidad perioperatoria directamente atribuible a la anestesia varían de uno en 6.795 a uno en 200.200.